# Ricardo García Ambroa
Ricardo García Ambroa (Vitoria, 26 de febrero de 1988) es un ciclista español que fue profesional de 2009 a 2018.

## Trayectoria
Debutó como profesional con el equipo Orbea en 2009. Tras un buen año 2011, que culminó con una victoria de etapa en el Cinturó de l'Empordá, dio el salto al equipo UCI ProTour (máxima categoría) del Euskaltel-Euskadi en la temporada 2012.
Tras la desaparición del equipo Euskaltel Euskadi al final de la temporada 2013, consiguió seguir siendo profesional con el conjunto japonés Team Ukyo. En junio de 2015 fichó por el también conjunto japonés Kinan Cycling Team.
El 10 de noviembre de 2018 anunció su retirada del ciclismo tras diez temporadas como profesional y con 30 años de edad.

## Palmarés
2011
- 1 etapa del Cinturó de l'Empordá

2016
- 1 etapa del Tour de Singkarak

2017
- 1 etapa del Tour de Molvccas

## Equipos
- Orbea (2009-2011)
  - Orbea (2009-2010)
  - Orbea Continental (2011)
- Euskaltel-Euskadi (2012)
- Euskaltel Euskadi (2013)
- Team Ukyo (2014)
- Kinan Cycling Team (2015[4] -2017)
- Team Euskadi (2018)